# Школа № 173 (Київ)
Середня загальноосвітня школа № 173 м. Києва відкрилася 1 вересня 1961 року і була розрахована на 600 місць, у складі 10—11 класів. До 1991 року носила ім'я В. Я. Чубаря.

## Історія[2]
У 1967 році школа отримала статус фізико-математичної. З 1961 до 1995 року школу очолювала Надія Василівна Онацька.
З 1970 року школа підтримує тісні зв'язки з Київським інститутом інженерів цивільної авіації (нині Державний університет «Київський авіаційний інститут»): на базі школи працювали профільні класи цього ВНЗ.
У 1985 році була здійснена добудова на 420 місць. Типова для радянських часів П-подібна будівля стала квадратною, утворився внутрішній двір. З'явилися кабінети обчислювальної техніки й природознавчого циклу. У цьому ж році було створено шкільний обчислювальний центр, що дало змогу перейти на профільне вивчення основ інформатики та програмування. На базі обчислювального центру школа брала участь в експериментальних проєктах «Пілотної школи» та прикладної економіки.
На базі школи № 173 Міністерство освіти проводило цілий ряд педагогічних експериментів. Центральний і міський інститути вдосконалення кваліфікації вчителів і керівних кадрів організовували заняття-семінари.
Школа входила до складу шкіл, які відвідували делегації з різних союзних республік колишнього СРСР та іноземні делегації з США, Великої Британії, Франції, ФРН. 
В 1991 році було відкрито шкільний музей бойової слави 46-ї гвардійської Червонопрапорної артилерійської бригади, де зібрані унікальні військові речі, документи, фотографії, листи воєнних років.
З 1995 по 2013 рік під керівництвом Валентини Миколаївни Єрмоленко налагоджено тісну співпрацю з видавництвом Longman, волонтерською організацією AIESEC, грузинською школою «Кай-Кма».
З 1998 року школа має статус спеціалізованої з поглибленим вивченням англійської мови. Англійська мова поглиблено вивчається з 1 класу, друга мова — німецька, вивчається з 5 класу. Працюючи за сучасними навчальними комплексами видавництва «Pearson», впроваджуючи на уроках новітні технології, вчителі англійської мови здійснюють підготовку учнів до ЗНО уже з 3 класу.
19 жовтня 2019 року у школі стався жахливий випадок — з вікна 4-го поверху випала 12-річна дівчинка.
2 січня 2020 року директоркою школи за конкурсом стала Ірина Володимирівна Януш, яка одразу видала наказ, що в навчальному закладі суворо заборонено проводити збір будь-яких коштів.
У 2022 році проведено капітальний ремонт приміщення шкільного тиру, яке на час воєнного стану в Україні стало укриттям для 800 учнів, вчителів і мешканців мікрорайону.

## Директори
- 1961—1995 роки: Надія Василівна Онацька.
- 1995—2013 року: Валентина Миколаївна Єрмоленко.
- 2013—2019 роки: Людмила Анатоліївна Мазаєва.
- 2020 — дотепер: Ірина Володимирівна Януш.